# Inge al II-lea al Norvegiei
Inge Baardson (n. 1185 – d. 23 aprilie 1217, Nidaros⁠(d), Norvegia) a fost regele Norvegiei din 1204 până în 1217. Domnia sa a avut loc în ultima etapă a perioadei cunoscute în istoria Norvegiei ca Perioada Războaielor Civile. Inge a fost regele fracțiunii birkebeiner. Concluzia de soluționare a fracțiunii bagler în 1208 a dus la pacea pentru nouă ani în timpul domniei lui Inge, cu prețul ca Inge și birkebeinerii să recunoască guvernarea bagler peste Viken (zona Oslofjord).

## Rădăcini
Tatăl lui Inge, Bård, a fost un proprietar de pământuri proeminent din regiunile Trøndelag și un descendent al Tostig Godwinson. El a fost susținătorul regelui Sverre al Norvegiei care a adus fracțiunea Birkebeiner la putere în secolul al XII-lea, după anii de război împotriva împăratului Magnus Erlingsson. Mama lui Inge, Cecilia, a fost fiica unui rege anterior, Sigurd al II-lea al Norvegiei. Ea a fost căsătorită cu Folkvid lawspeaker în Värmland Suedia. După ce fratele ei, Sverre, a câștigat tronul Norvegiei, aceasta și-a părăsit soțul și a călătorit la Sverre în Norvegia, susținând că a fost căsătorit cu Folkvid împotriva voinței ei. Arhiepiscopul a anulat căsătoria ei cu Folkvid iar Sverre a dat-o în căsătorie adeptului său, Bård Guttormsson. Inge a fost singurul lui al Ceciliei și al lui Bård.

## Ascensiune
După ce regele Sverre a murit în 1202, fiul său, Haakon, și nepotul său, Guttorm, au murit după doi ani. Birkebeinerii rămăseseră fără succesori direcți din partea lui Sverre (Existența unui alt nepot al lui Sverre, Haakon Haakonsson, era încă necunoscută). Advarsarii vechi ai lui Sverre, bagler, exploatau situația pentru a lansa o nouă invazie în Viken pentru regele lor, Erling Steinvegg. După moartea regelui copil Guttorm în august 1204, birkebeiner aveau nevoie de un lider puternic pentru a se opune amenințărilor. Liderii birkebeiner îl doreau pe Contele Haakon cel Nebun, care fusese numit pentru a conduce regatul în copilăria regelui Guttorm. Haakon a fost fratele mai mare a lui Inge, fiul Ceciliei și a al primului ei soț. Cu toate acestea, Eric, Arhiepiscopul de Nidaros și fermierii din Trøndelag, au insistat să fie ales Inge, care condusese până atunci regiunea Trøndelag sub Guttorm. S-a ajuns la un compromis prin care Inge a devenit rege, în timp ce contele Haakon a devenit lider al armatei și a primit jumătate din venitul regal.

## Domnia
În următorii patru ani au avut loc lupte intense între birkebeiner și bagler. Regele bagler Erling a murit în 1206, însă bagler au continuat să lupte pentru noul lor rege, Philippus Simonsson. Bagler au controlat zona Viken, cu orașele Tønsberg și Oslo, iar regele Inge a controlat Trøndelag cu Nidaros. La data de 22 aprilie 1206, bagler a atacat Nidaros în timpul unor festivități de nuntă pentru sora lui Inge, Sigrid, iar Inge abia a reușit să scape cu viață după ce a trecut înot râul Nidelva care era aproape înghețat. În anul următor, birkebeinerii au lansat un atac de succes asupra fortaretei bagler din Tønsberg, dar războiul a fost indecisiv. În toamana anului 1207, arhiepiscopul Tore de Nidaros și episcopul Nikolas de Oslo, un proeminent bagler, au început negocierile pentru a soluționa litigiul. Ei au reușit să organizeze o întâlnire între regii Inge, Philippus, și Contele Haakon, la Kvitsøy în Rogaland în toamna anului 1208. Philippus a fost de acord să renunțe la titlul de rege și al sigiliul regal. El a fost lăsat să conducă Norvegia de est în Viken, cu excepția orașului Bohuslän, cu titlul de conte sub regele Inge. Contelui Haakon i s-a dat vestul Norvegiei cu Bergen, în timp ce Inge a fost singurul rege, stăpân peste Philippus și Haakon, fiind conducătorul direct în Trøndelag și Nidaros. Pentru a pecetlui tratatul, Philippus s-a căsătorit cu fiica lui Sverre și verișoara lui Inge, Kristina Sverresdotter.
Tratatul de pace a avut loc pentru tot restul domniei lui Inge. Cu toate acestea, Philippus nu a respectat prevederile sale și a continuat să utilizeze titlul de rege, menținând sigiliul său regal. Relația dintre Inge și Haakon a rămas tensionată. Atunci când a devenit clar că Philippus continua să se numească rege, Haakon a încercat să se declare și el rege, însă Inge a refuzat să accepte acest lucru. În schimb, a fost elaborat un acord prin care un frate care îi supraviețuia celuilalt avea să moștenească terenurile, în timp ce un fiu legitim avea să moștenească totul. Haakon avea un fiu legitim în timp ce Inge avea un fiu nelegitim, Guttorm, cu amanta sa Gyrid. În 1214, Inge  a suprimat o revoltă a fermierilor în Trøndelag; Contele Haakon a fost suspectat că avea legătură cu revolta. Cu toate acestea, conflictul deschis între cei doi nu a izbucnit iar Haakon a murit din cauze naturale în Bergen, după Crăciunul din 1214. Inge a preluat partea sa în regatul său.
În 1217, Inge s-a îmbolnăvit în Nidaros. În timpul bolii sale, el l-a numit pe fratele său vitreg mai mic, Skule Bårdsson, conte și conducător al armatei. Pe 23 aprilie 1217, Inge a murit. El a fost înmormântat în Catedrala Nidaros și a fost succedat ca rege de Haakon al IV-lea al Norvegiei la vârsta de 13 ani.